# Psychologische Hochschule Berlin

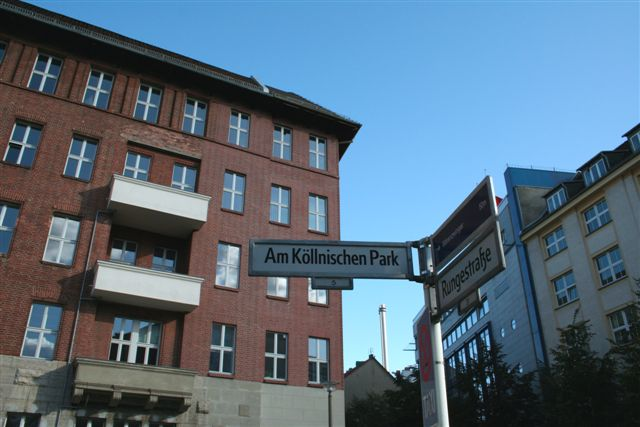
Psychologische Hochschule Berlin (PHB) am Köllnischen Park 2

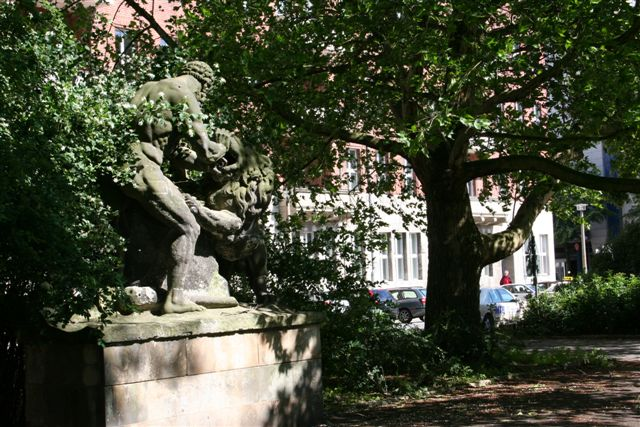
Köllnischer Park vor der PHB

 Die Psychologische Hochschule Berlin (PHB) wurde 2010 vom Berufsverband Deutscher Psychologinnen und Psychologen gegründet und ist im Haus der Psychologie am Köllnischen Park in Berlin-Mitte untergebracht. Sie wurde am 5. Mai 2010 vom Berliner Senat für Bildung, Wissenschaft und Forschung als private Universität  institutionell staatlich anerkannt und startete ihren Lehrbetrieb zum Wintersemester 2010/2011. Die institutionelle Akkreditierung durch den Wissenschaftsrat erfolgte im Januar 2018.

## Studiengänge
An der Psychologischen Hochschule Berlin können zurzeit folgende Studiengänge absolviert werden
- Bachelor Psychologie (grundständiger Studiengang, ab Wintersemester 2020/21 polyvalent gemäß dem reformierten Gesetz zur Psychotherapieausbildung[5]), Abschluss: Bachelor of Science, Voraussetzung: Hochschulreife
- Master Psychologie: Klinische Psychologie und Psychotherapie (grundständiger Studiengang seit Wintersemester 2021/22), qualifiziert zur reformierten Approbationsprüfung; Abschluss: Master of Science, Voraussetzung: Bachelorabschluss in Psychologie (gemäß Psychotherapeutengesetz)
- Master Psychologie: Gesundheit in Arbeit und Gesellschaft (grundständiger Studiengang ab Wintersemester 2022/23), Abschluss: Master of Science, Voraussetzung: Bachelorabschluss in Psychologie

Im postgradualen Bereich gibt es aktuell folgende Ausbildungsangebote:
- Master Rechtspsychologie (weiterführender Studiengang), Abschluss: Master of Science, Voraussetzung: Master Psychologie
- Master Verhaltenstherapie mit Approbationsausbildung zum Psychologischen Psychotherapeuten in Verhaltenstherapie, Abschluss: Master of Science, Voraussetzung: Master Psychologie
- Master psychodynamische Psychotherapie mit Approbationsausbildung zum Psychologischen Psychotherapeuten in tiefenpsychologisch fundierter Psychotherapie, Abschluss: Master of Science, Voraussetzung: Master Psychologie
- Approbationsausbildung zum Psychologischen Psychotherapeuten in systemischer Therapie, Voraussetzung: Master Psychologie

Die postgradualen Studiengänge richten sich an Absolventen eines Diplom- oder Masterstudienganges Psychologie. Diese Zugangsvoraussetzungen orientieren sich am Psychotherapeutengesetz.
Ein Numerus clausus wird nicht erhoben. In Auswahlgesprächen sollen die Studierenden ausgewählt werden, die am besten zum wissenschaftlichen Profil der PHB passen. Bewerbungen für die Studiengänge sind laufend möglich.
Einige Studiengänge an der PHB können berufsbegleitend absolviert werden. Die PHB bietet in den Ausbildungsstudiengängen Verhaltenstherapie und Psychodynamische Psychotherapie die Möglichkeit, einen europaweit anerkannten Weiterbildungs-Master zu erlangen, der zugleich mit der Ausbildung zum Psychologischen Psychotherapeuten (Approbation) verbunden ist.
In Anlehnung an das Scientist-Practitioner-Modell wird an der PHB die wissenschaftliche Ausbildung mit starkem Praxisbezug verbunden. Professoren sind sowohl in der wissenschaftlichen Forschung als auch in der psychotherapeutischen Praxis tätig.

## Hochschulambulanz
Die Psychologische Hochschule Berlin (PHB) ist als private Universität ein staatlich anerkanntes Ausbildungsinstitut für Psychologische Psychotherapeuten. Die Psychotherapeuten in Ausbildung (PiA) haben vor der Aufnahme ihrer Ausbildung ein universitäres Studium abgeschlossen. Im fortgeschrittenen Stadium der Ausbildung beginnen die PiA mit der Behandlung von Patienten unter der Begleitung erfahrener Kollegen. Die Besonderheit der Psychotherapeutischen Ambulanz der PHB besteht im Angebot dreier psychotherapeutischer Verfahren: Tiefenpsychologisch fundierte Psychotherapie, Verhaltenstherapie und Systemische Therapie. Die Kosten werden von den gesetzlichen Krankenkassen übernommen.
Im Januar 2025 konnte die PHB ein eigenes EEG-Labor in Betrieb nehmen, dessen Leitung dem Psychologen Guido Hesselmann übertragen wurde. Damit können nun sowohl gezielte Gehirn-Forschungen durchgeführt als auch die praktische Ausbildung der Studenten verbessert werden.

## Professuren (Auswahl)
- Allgemeine und Biologische Psychologie: Guido Hesselmann
- Organisations-, Wirtschafts- und Sozialpsychologie: Tim Vahle-Hinz
- Klinische Psychologie und Psychotherapie (Schwerpunkt Tiefenpsychologisch fundierte Psychotherapie): Timo Storck
- Klinische Psychologie und Psychotherapie (Schwerpunkt Verhaltenstherapie): Frank Jacobi und Nikola Stenzel
- Rechtspsychologie: Renate Volbert
- Entwicklungs-, Pädagogische und Familienpsychologie: Rebecca Bondü